# Vass
A Vas, Vass vagy Wass régi magyar családnév. A név a „vas” kifejezésen alapul. Az középkorban gyakori személynév volt, amiből apai eredetű családnév vált. A név akár becenévből is származhatott, vagyis egy erős és kemény személyt jelenthetett, mint vasat; vagy vashoz kapcsolódó szakmákban végzett foglalkozási vezetéknév is lehet, pl. kovácsok vagy vasérc bányászok esetében.

## Híres Vass nevű személyek
- Vass Ádám (1988 – ) magyar válogatott labdarúgó
- Vass Albert (festő) (1896, Nagyenyed – 1969, Nagyenyed) erdélyi magyar festőművész
- Vass Áron (1891, Makfalva – 1979, Makfalva) szobrász
- Vass Bertalan (1857 – 1935) ciszterci-rendi áldozópap és főgimnáziumi igazgató
- Vass Béla (barlangkutató) (1923, Pécs – 2013) magyar mérnök, karsztvízkutató és barlangkutató
- Vass Béla (festő) (1872, Szeged – 1934, Szombathely) magyar pedagógus, grafikus, festőművész és író
- Vass Csaba (1948, Kisvárda – ) magyar társadalomtudós, médiakutató, szociológus, hermeneuta és xenológus
- Vass Elemér (1887, Budapest – 1957, Tihany) magyar festő
- Vass Éva (1933, Budapest – 2019) magyar színésznő
- Vass Ferenc (1947, Kiskunfélegyháza – 2015) labdarúgó, csatár
- Péter Vass Ferenc (1909 – 1988) erdélyi magyar építész és szakíró
- Vass Gábor (1956, Kömlő – ) magyar színész
- Vass Géza (1866 – 1910) hírlapíró
- Vass György (1975, Szeged – ) magyar színész és rendező
- Vass Imre (barlangkutató) (1795, Rozsnyó – 1863, Sárospatak) magyar barlangkutató és földmérő
- Vass Imre (esperes-plébános) (1859 – 1910) katolikus esperes-plébános
- G. Vass István (1942 – 2011) magyar levéltáros
- Vass István Zoltán (1942, Debrecen – ) magyar médiaszemélyiség, sportriporter, újságíró és rádiós
- Vass Istvánné (1915–1980) magyar politikus
- Vass János (politikus) (1873 – 1936) jogász, vallásügyi miniszter
- Vass József (klasszika-filológus) (1813 – 1873) klasszika-filológus, történész és tanár
- Vass József (politikus) (1877 – 1930) kereszténypárti politikus
- Vass Lajos (politikus) (1955 – ) magyar színházi szakember és szocialista politikus
- Vass Lajos (zeneszerző) (1927 – 1992) magyar zeneszerző, népzenekutató és karnagy
- Vass László (egyháztörténész) (1780 – 1842) filozófus és egyháztörténész
- Vass László (labdarúgó, 1943) (1943 – ) labdarúgó, középpályás
- Vass László Levente (1955 – 1979) erdélyi magyar költő
- Vass Márta (1962 – ) magyar ultramaratoni futó és tanár
- Vass Máté (1990 – ) magyar labdarúgó, középpályása
- Vass Mátyás (1837 – 1903) magyar pedagógus, író és újságíró
- Vass Mihály (1963 – ) grafikus, képregényrajzoló
- Vass Mózes (1920 – 2005) magyar nemzetiségű román válogatott labdarúgó
- Vass Norbert (1988 – ) magyar labdarúgó
- Vass Patrik (1993 – ) magyar labdarúgó
- Vass Pál (1854 – 1914) városi főjegyző
- Vass Richárd (1973 – ) illusztrátor
- Vass Samu (1844 – 1901) református főgimnáziumi tanár
- Vass Tamás (grafikus) (1942 – 1988) magyar grafikusművész
- Vass Tamás (lelkész) (1839 – 1899) református lelkész
- Vass Teréz (1983 – ) magyar színésznő
- Vass Tibor (költő) (1968 – ) magyar költő és képzőművész
- Vass Tibor (navigációs mérnök) (1956 – ) magyar navigációs mérnök
- Vass Viktor (1873 – 1955) magyar szobrász
- Vass Virág (1969 – ) magyar író, újságíró
- Vass Zoltán (fogorvos) (1898 – 1970) erdélyi magyar orvos és fogorvos
- Vass Zoltán (pszichológus) (1970 – ) pszichológus
- Vass Zsolt (1982 – ) magyar labdarúgó, hátvéd

## Híres Wass nevű személyek
- Wass Albert (1908–1998) magyar író, költő, politikus
- Wass Angelitha (15. század – 16. sz.), II. Lajos magyar király ágyasa
- Wass János (1521 körül–1580 után) II. Lajos magyar király természetes fia
- Wass János (1591 körül–1635) cegei, tanácsos
- Wass János (?–1680) Belső-Szolnok vármegye főispánja
- Wass János (1820–1903) 1848-as honvéd főhadnagy
- Wass Sámuel (1814–1879) közgazdász, politikus